# Fernando Núñez Sagredo
Fernando Núñez Sagredo (†León, 31 de marzo de 1639) fue un sacerdote católico español, religioso trinitario calzado y obispo de León en Nicaragua.

## Biografía
Fernando Núñez Sagredo fue ordenado sacerdote en la Orden de la Santísima Trinidad, fue ministro de la provincia de Castilla de 1624 a 1627. El 3 de diciembre de 1631 fue nombrado por el papa Urbano VIII obispo de Nicaragua. El 8 de julio de 1633, fue consagrado obispo por Luis de Cañizares, obispo de Comayagua. Sirvió como obispo de Nicaragua hasta su muerte el 31 de marzo de 1639.